# Subsecretari de stat în Guvernul Alexandru Averescu (2)
În Guvernul Alexandru Averescu (2) au fost incluși și subsecretari de stat, provenind de la diverse partide.

## Subsecretari de stat
- Subsecretar de stat la Subsecretariatul Refacerii și Aprovizionării

Ion C. Atanasiu (15 iunie 1920 - 16 decembrie 1921)
- Subsecretar de stat pe lângă Ministerul de Finanțe

Ion Angelescu (30 august 1920 - 16 decembrie 1921)
- Subsecretar de stat la Ministerul de Interne

Albert Popovici-Tașcă (7 martie - 16 decembrie 1921)
- Subsecretar de stat la Ministerul Lucrărilor Publice

Mihail Manoilescu (? - ?)

## Sursa
- Stelian Neagoe - "Istoria guvernelor României de la începuturi - 1859 până în zilele noastre - 1995" (Ed. Machiavelli, București, 1995)

Format:Second Alexandru Averescu Cabinet